# Интендант (култура)
 Тази статия е за термина „интендант“ в смисъла му като ръководител на културно учреждение.  За други значения вижте Интендант.
Интендант (произлизащо от латинската дума intendere – „насочване на стремежа си към нещо“) се наричат генералните директори и художествените директори на обществено-правно радио или телевизия, фестивален комплекс, театър, опера, симфоничен оркестър, фестивал или подобна институция в немскоговорещите страни. За разлика от това, театрален директор или собственик е просто независим предприемач, който е арендатор или собственик на даден театър.

## История
В дворците, през епохата на феудализма, управителят на (кралския, княжеския или пр.) дрешник (хранилището за дрехи) бил наричан интендант.
По време на абсолютизма, интенданти са били наричани чиновниците, отговарящи за събирането на данъците от името на краля. Тъй като те често са забогатявали чрез тази си дейност, хората от Третото съсловие (т.е. „простолюдието“) ги презирали. Нещо подобно относно бирниците (събирателите на данъци, данъчни чиновници) може да се намери още в старите писанията на Новия завет.

## Задачи и функции
Като правило, интендантът олицетворява висшето ръководство на местоработата си и следователно е началник-служба. Същевременно той често е артистично активен: интендантите на големи театри и опери често работят като режисьори или по-рядко като музикални директори. От около двадесет години насам управленските им умения получават все по-голяма тежест в работата им.
В германските обществено-правни радио-телевизионни учреждения, интендантът се избира и назначава от „Радио-телевизионния съвет“, който се състои от представители на политически партии, профсъюзи, феминистки сдружения, църкви, ЛГБТ-организации и други, с цел да отрази всестранните интереси в население.
В сферата на театъра, интендантът обикновено се назначава от финансиращите го общини или федералните провинции в Германия. Ако в сферата на компетенциите на интенданта влизат освен отговорност за музикален театър, също така и за драма и балет в допълнение, той получава титлата генерален интендант. Особено големи оперни театри, които се финансират от държавата, се управляват от държавен интендант. Той дори има (поне почетната титла) надзорник за целия федерален щат.

## Полово разпределение
В германските театри, 20% от интендантските постове са заети от жени (към 2018 г.).